# Ministry of Home Affairs (Malaysia)

Logo des Ministeriums

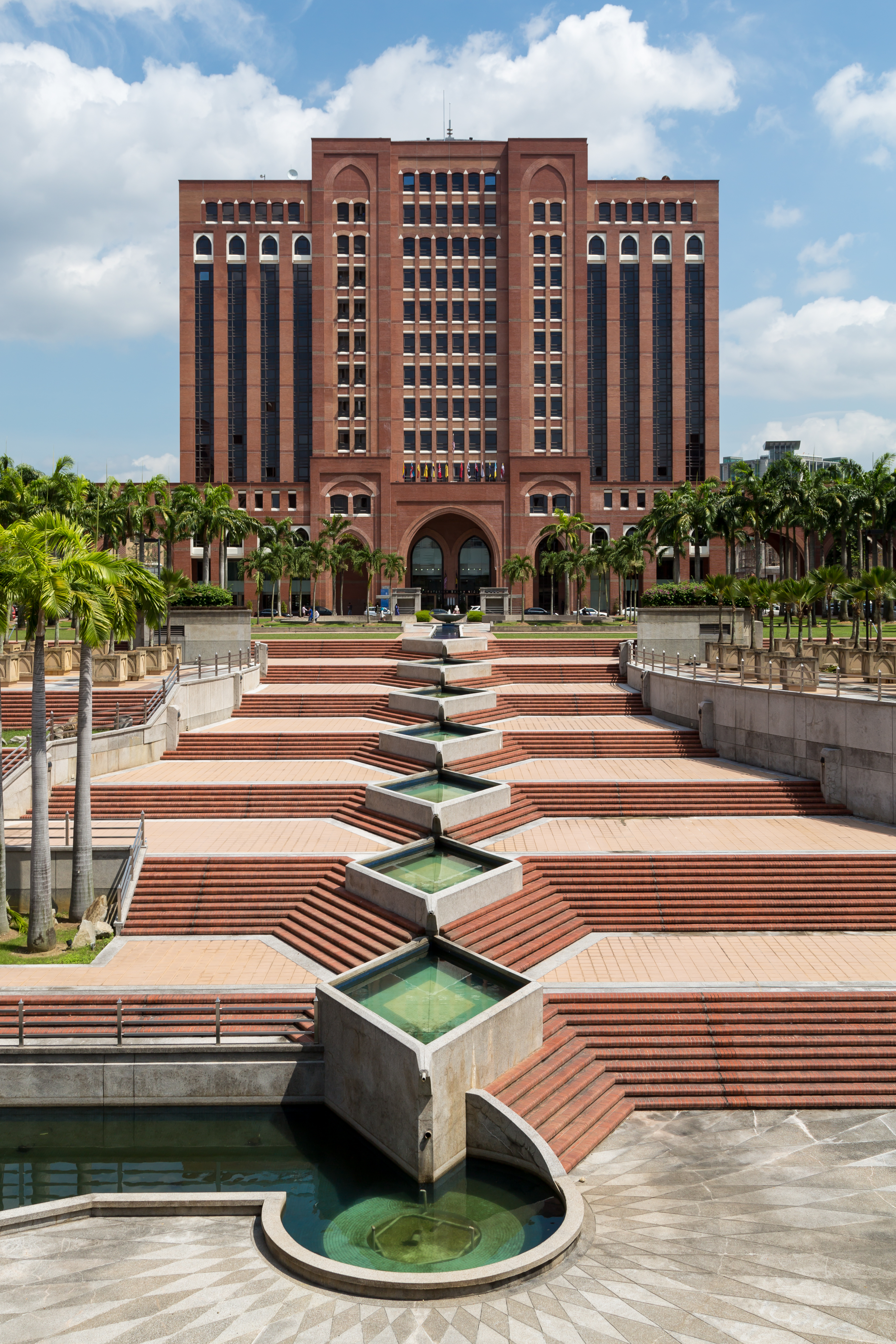
Gebäude des Ministeriums in Putrajaya

Das Ministry of Home Affairs (MOHA) oder Kementerian Dalam Negeri (KDN) (deutsch: Ministerium für Innere Angelegenheiten) ist ein Ministerium des Staates Malaysia.
Das Aufgabengebiet umfasst alle Aspekte der Inneren Sicherheit (insbesondere Kriminalitätsbekämpfung, Zivilschutz und den administrativen Schutz der Verfassung), das Pass-, Ausweis- und Meldewesen, die Angelegenheiten betreffend Zuwanderung und Integration sowie der Umsetzung des Registerrechts.

## Geschichte
Von der Gründung der Föderation Malaya am 1. Februar 1948 bis zum März 1951 lag die Verwaltung des Landes auf Bundesebene zunächst in der Hand von drei hochrangigen Britischen Beamten, dem Chefsekretär, dem Generalstaatsanwalt und dem Finanzsekretär. Das ändert sich erst im März 1951, als die Kolonialregierung das sogenannte Member System einführte. Im Rahmen dieser Umstrukturierung wurden auch verschiedene Ämter eingerichtet, darunter das „Amt für Innere Angelegenheiten“ (Department of Home Affairs), dem Vorläufer des heutigen Ministeriums.
Auf dem Weg dahin wechselte der Name der Behörde mehrfach: Department of Home Affairs, Ministry of Interior and Justice, Ministry of Interior und Ministry of Internal Security bis schließlich der aktuelle Name Ministry of Home Affairs entstand.
Bei der ersten Parlamentswahl am 27. Juli 1955 wurde Abdul Rahman zum Ministerpräsidenten der Föderation und am 9. August 1955 zum Minister für Innere Angelegenheiten ernannt. Gleichzeitig wurde das Member System abgeschafft und das Minister System eingeführt. Zu diesem Zeitpunkt wurde auch die Behörde in Ministry of Home Affairs umbenannt.
Im Juli 1958 wurde das Ministerium durch Zusammenlegung der Aufgaben der Exekutive und der Judikative zum Ministry of Interior and Justice. In Anerkennung des Prinzips der klassischen Gewaltenteilung wurde es jedoch bereits im August 1959 in ein Innenministerium und ein Justizministerium aufgespalten. Ende 1959 wurde ein weiteres Ministerium, das Ministerium für Innere Sicherheit (Ministry of Internal Security), gegründet, das für die Aufgaben der Polizeikräfte und des Grenzschutzes verantwortlich zeichnete. 1965 wurden das Ministry of Internal Security und das Ministry of Interior zum Ministry of Home Affairs vereinigt. Es vereinigte nun sechs Behörden unter sich, nämlich Royal Malaysian Police, Immigration Department, Registrar of Societies, National Registration Department, Prisons Department und Orang Asli Affairs Department. Außerdem zeichnete es für psychologische Kriegsführung und die Voluntary Home Guard – eine freiwillige Bürgerwehr – verantwortlich, aus der später das Freiwilligenkorps People’s Volunteer Corps (RELA) hervorging. 1979 kam die Nationale Anti-Drogen-Agentur Malaysias unter die Aufsicht des Ministry of Home Affairs und 1981 wurde das Ministerium um eine unter dem Namen Rehabilitation and Psychological Division bekannte Abteilung erweitert.
Am 27. März 2004 wurde das Ministerium in die beiden Ministerien Ministry of Home Affairs und Ministry of Internal Security aufgeteilt. Diese Aufsplittung wurde jedoch am 18. März 2008 rückgängig gemacht, so dass das heutige Ministerium wieder unter dem Namen Ministry of Home Affairs firmiert.

## Verwaltungsstruktur
Zum Zeitpunkt seiner Gründung gehörten zum Ministerium neun verschiedene Ämter und Institutionen (Broadcasting Office, Co-operative Development Office, Film Unit, Immigration Office, Information Office, Pilgrimage Office, Registration Office, Orang Asli Welfare Office sowie die Rural and Industrial Development Authority – RISDA).
Nach dem Zusammenschluss des Ministeriums für Innere Sicherheit und dem Ministerium für Innere Angelegenheiten nach den landesweiten Wahlen im Jahr 2008 wurde die Verwaltungsstruktur des nunmehr stark angewachsenen Ministeriums grundlegend geändert. Das Ministerium wird von einem Minister und zwei Stellvertretern geführt. Für das Management und die Verwaltung des aus 25 Abteilungen bestehenden dazugehörigen Behördenapparates wurde ein Generalsekretär eingesetzt, der von drei stellvertretenden Generalsekretären unterstützt wird. Jedem dieser drei Stellvertreter unterstehen mehrere Abteilungen die wiederum von Untersekretären geführt werden.

## Zugehörige Ämter und Institutionen
Dem Ministerium unterstehen unter anderem folgende Ämter und Institutionen:
- die Polizeikräfte Malaysia “Polis Diraja Malaysia”,
- der Strafvollzug “Jabatan Penjara Malaysia” (malaiisch für Gefängnisamt),
- die Nationale Anti Drogen Agentur “Agensi Antidadah Kebangsaan”,
- die Einwanderungsbehörde “Jabatan Imigresen”,
- die staatliche Melde- und Passbehörde “Jabatan Pendaftaran Negara”,
- die Registerbehörde “Jabatan Pendaftaran Pertubuhan”,
- die Zivilschutzbehörde “Jabatan Pertahanan Awam”,
- die Behörde für Freiwillige Dienste RELA (“Jabatan Sukarelawan Malaysia”),
- die Filmprüfstelle “Lembaga Penapis Filem” und
- die Staatsdruckerei von Malaysia (“Percetakan Nasional Malaysia Berhad”).

## Minister
Derzeitiger Minister ist seit dem 5. Mai 2013 Ahmad Zahid bin Hamidi. Er war zuvor Verteidigungsminister in der Regierung von Premierminister Najib Razak.
Ehemalige Amtsinhaber:
| Amtsinhaber                      | Amtszeit                |
| -------------------------------- | ----------------------- |
| Onn Bin Jaafar                   | 22.03.1951 – 08.08.1955 |
| Abdul Rahman Putra               | 09.08.1955 – 30.08.1957 |
| Sulaiman Bin Abdul Rahman        | 31.08.1957 – 31.08.1960 |
| Ismail Bin Dato’ Abdul Rahman    | 01.09.1960 – 31.05.1967 |
| Abdul Razak Bin Dato’ Hussein    | 01.06.1967 – 13.05.1969 |
| Ismail Bin Dato’ Abdul Rahman    | 14.05.1969 – 01.08.1973 |
| Muhammad Ghazali Bin Shafie      | 13.08.1973 – 16.07.1981 |
| Musa Bin Hitam                   | 17.07.1981 – 16.03.1986 |
| Mahathir Bin Mohamed             | 17.03.1986 – 10.01.1999 |
| Abdullah Bin Ahmad Badawi        | 11.01.1999 – 17.03.2008 |
| Azmi bin Khalid                  | 27.03.2004 – 13.02.2006 |
| Mohd Radzi bin Sheikh Ahmad      | 14.02.2006 – 17.03.2008 |
| Syed Hamid bin Syed Jaafar Albar | 18.03.2008 – 9.04.2009  |
| Hishammuddin Tun Hussein         | 10.04.2009 – 20.04.2013 |
| Ahmad Zahid bin Hamidi           | 15.05.2013 – Heute      |